# Kometa (ryba)

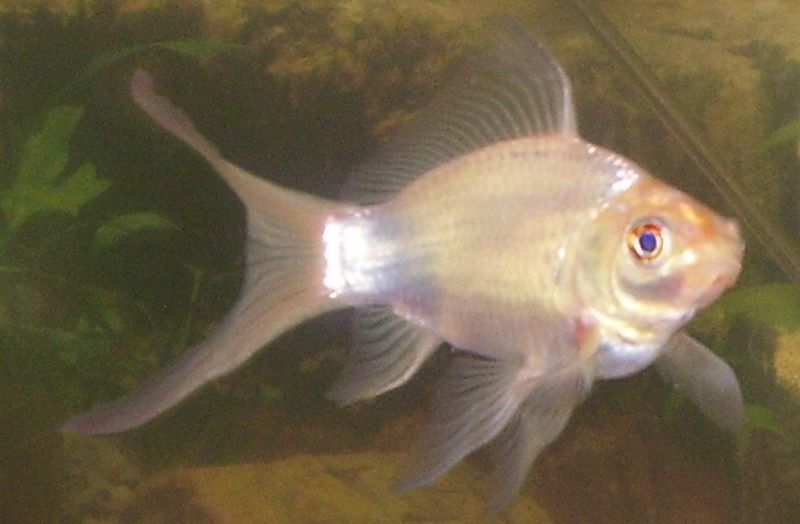

Kometa (ang. comet) – odmiana hodowlana chińskiej populacji złotej rybki wywodzącej się od jednego z podgatunków karasia złocistego – Carassius auratus auratus, w hodowli akwarystycznej popularnie zwanymi welonami. 

## Opis
Ciało kształtem swym zbliżone jest do formy wyjściowej. W odróżnieniu od popularnego wyglądu welonków odznacza się dłuższą i szczuplejszą budową ciała. Płetwa ogonowa wydłużona, pojedyncza, w kolorze białym.
Rozróżnia się odmiany w barwnych odmianach: metalicznych, matowych jak i pstrokatych.

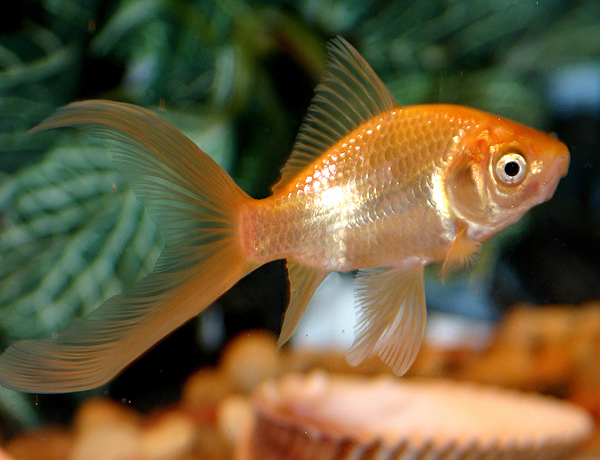
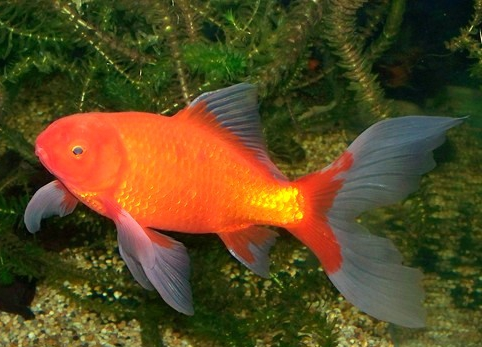
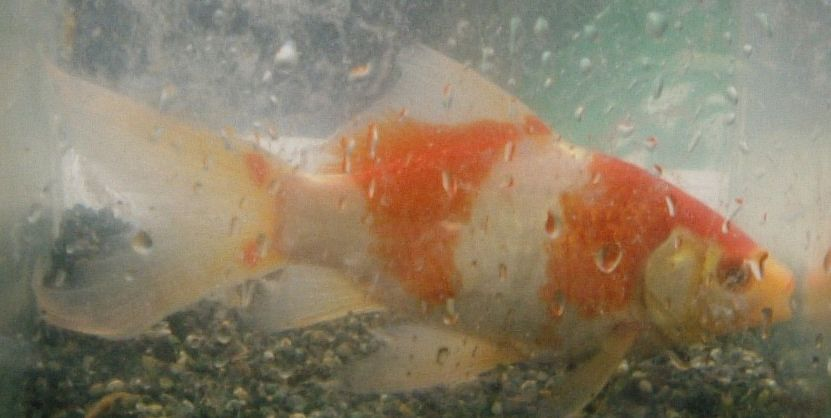